# Acanthus montanus

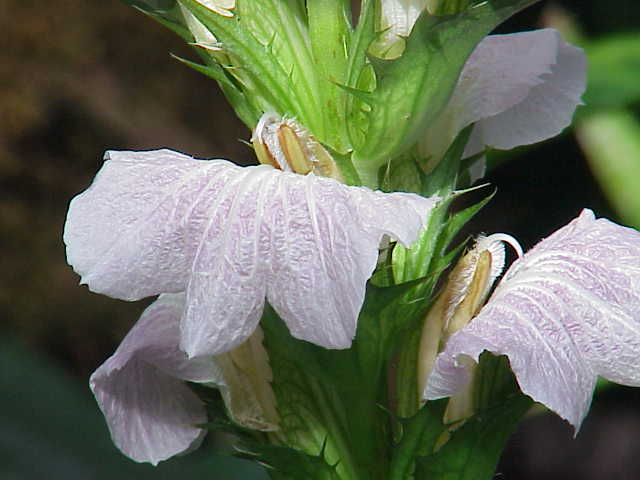
Detalle de la flor.

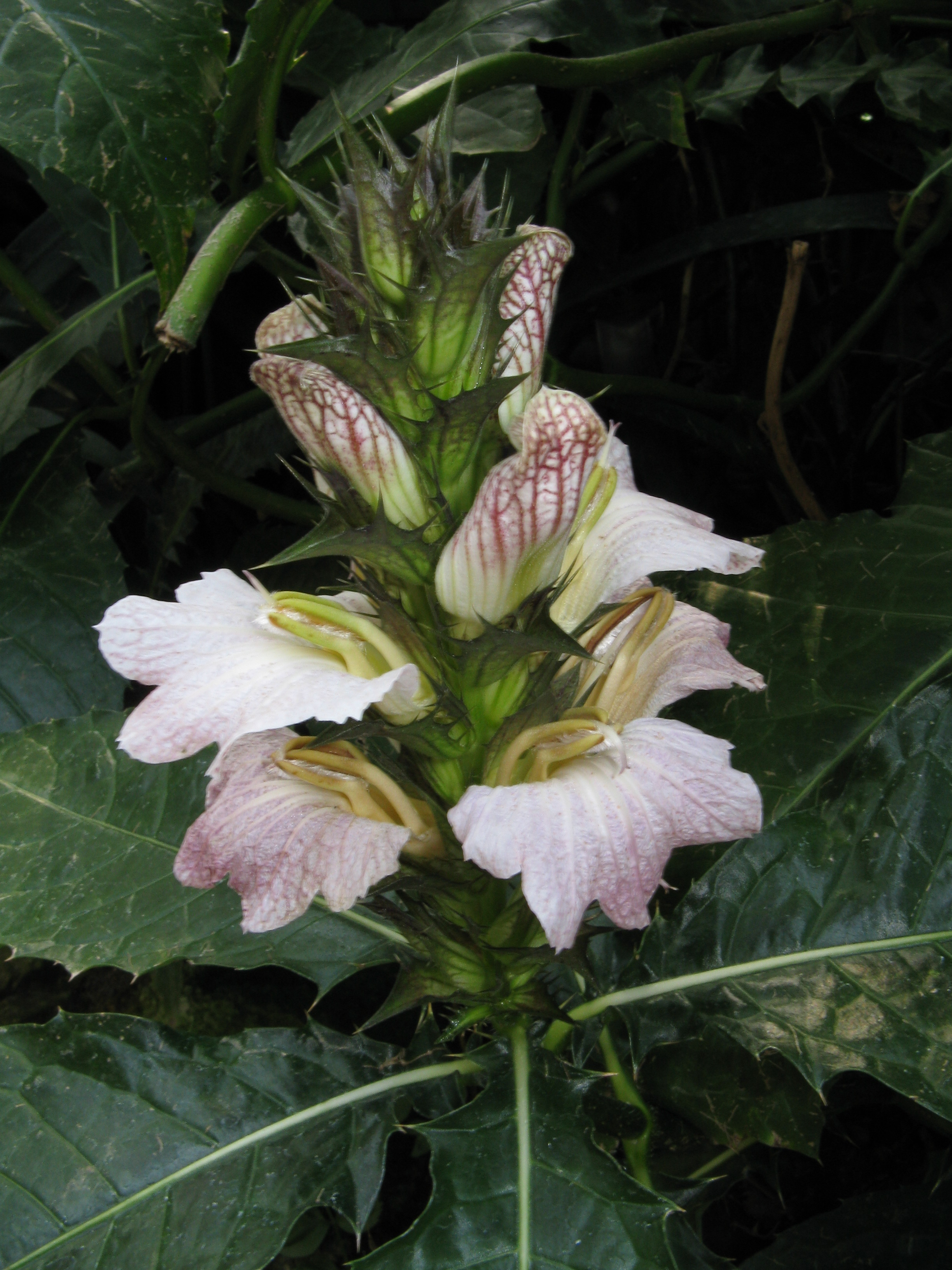
Inflorescencia

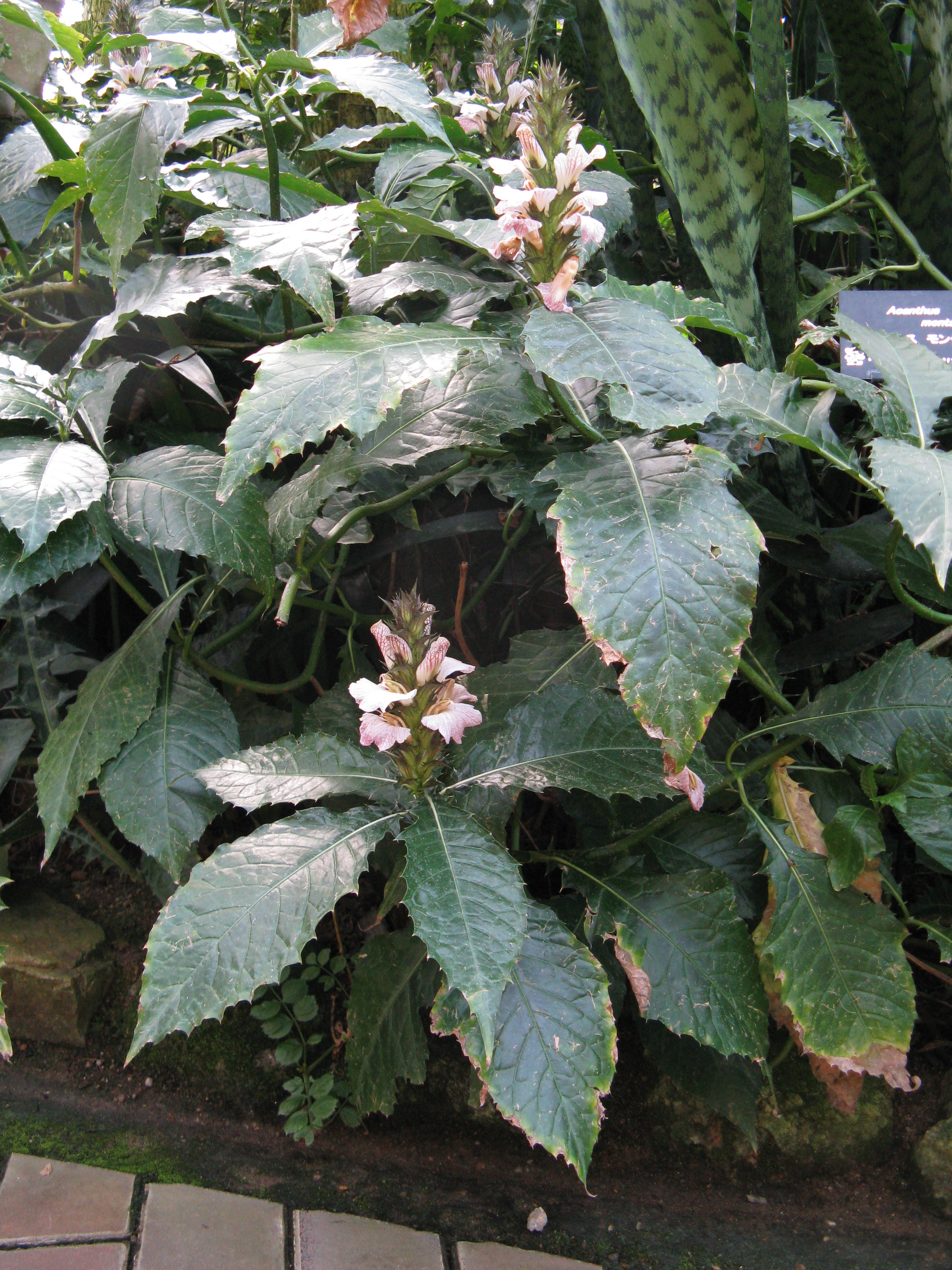
Vista de la planta

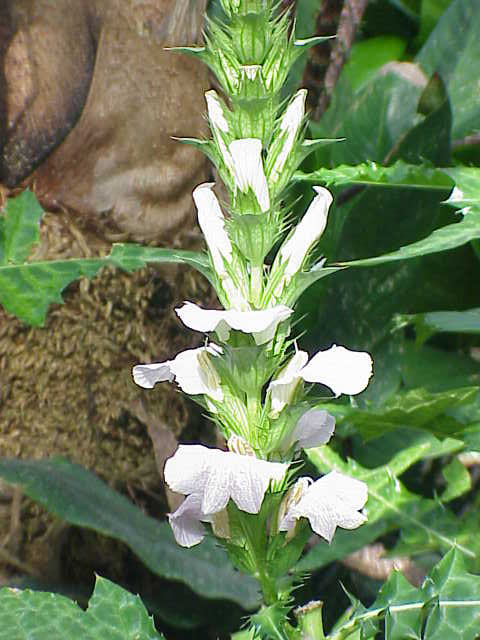
Inflorescencia

Acanthus montanus es una especie vegetal perteneciente a la familia Acanthaceae.

## Descripción
Es una planta perenne erecta y espinosa que puede alcanzar hasta 2 m de altura. El tallo es grueso, leñoso y poco ramificado. Las hojas son opuestas, profundamente pinnado-lobuladas, de hasta 20 cm de largo y 10 cm de ancho. Los lóbulos tienen espinas y la superficie superior es brillante de color verde oscuro. La inflorescencia consiste en una espiga cilíndrica de hasta 20 cm de largo. Las flores son vistosas, de color rosado-blanco con grandes brácteas espinosos y superior es más grande que la inferior. El cáliz es bilabiado mientras la corola es unilabiada. Los estambres son por pares desiguales con anteras peludas y la base del estilo del gineceo es una vaina peluda. El fruto es una cápsula de 2,5 cm de largo.

## Distribución
Nativa de África: Camerún, República Centroafricana, Gabón, Sao Tomé e Principe, Zaire, Benín, Nigeria y Angola.
Introducida en el resto del mundo como planta ornamental y, en ciertas zonas de Malasia, se ha convertido en una plaga.
Prefiere los lugares de sombra y riegos profundos ocasionales, pero tolera las situaciones secas y soleadas.

## Composición y propiedades

### Composición química
Contiene cantidades significantes de b-sitosterol.

### Uso tradicional

#### En sus países de origen enÁfrica
- Enfermedades Cardiovasculares:

En varios países de África occidental, donde esta planta es endémica, las hojas de A. montanus se han utilizado en el tratamiento de la hipertensión y de disfunciones cardíacas. Los nigerianos utilizan las hojas, mientras que el pueblo Geviya de Gabón hace uso de los brotes jóvenes, que se comen con sal para tratar las enfermedades del corazón. La hipertensión se trata dándole al paciente una decocción de las hojas.
- Enfermedades Respiratorias:

Las hojas de A. montanus en forma de té es utilizado por la gente de Gabón y las del sureste de Nigeria para tratar la tos.
- Enfermedades gastrointestinales:

Las hojas maceradas se utilizan en la tribu Geviya de Gabón para inducir el vómito en los niños. A Las mujeres con dolor de estómago y náuseas se les dan brotes tiernos cocinados con mantequilla de maní -que se llama mo-dika- que les proporciona alivio. Los dolores abdominales se alivia al beber la decocción de las hojas y las hojas y los tallos se utilizan para aliviar los dolores de gastritis aguda y se supone que es un antiácido. Las hojas también se utilizan para tratamiento de la hepatitis y hepatomegalia en ciertas zonas de África.
- Enfermedades inflamatorias e Infecciosos:

A. montanus se utiliza en el tratamiento de inflamaciones por escarificación utilizando las espinas. Esto se realiza de forma similar por el pueblo Geviya de Gabón y el pueblo de Aguambu-Bamumbu del Camerún, que también usan partes de la planta para tratar la gonorrea y la sífilis. En este caso se dan los tallos macerados al paciente. Las raíces son muy afamadas en ciertas tribus África como un remedio eficaz contra los abscesos. Los pueblos del sureste de Nigeria maceran las raícesy se lasaplican sobre los furúnculos.
- Obstetricia y Ginecología

Los habitantes de Aguambu-Bamumbu del Camerún tratan las irregularidades menstruales, tomando las hojas maceradas de A.montanus por vía oral. Los de la selva del valle Nyong superior, en Camerún, usan las hojas para tratar la dismenorrea. Mientras las mujeres del sureste de Nigeria hacen uso de las raíces en lugar de las hojas para tratar la dismenorrea.

#### EnMalasia
En este país,donde ha sido introducida en la época colonial, ha sido utilizado por la población malaya del interior de manera similar a la de diversos pueblos del continente africano descritos arriba.

### Estudios actuales
A la vista de los usos tradicionales de la planta para toda un gama de dolencias, se empezó recientemente a estudiar seriamente sus eventuales propiedades farmacológicas reales en ratas y conejillos de Indias, con resultados sorprendentemente positivos, en particular en los campos siguientes:
- Actividad antimicrobiana, antiinflamatoria e inmunológicos: Ensayos con resultado positivo, entre otros, en la inhibición del crecimiento de Pseudomonas aeruginosa, Staphylococcus y Streptococcus y también de Helicobacter pylori.[3][4]
- Actividad analgésica: Resultados positivos con extracto metanólico pero negativos con maceración acuosa[5]
- Actividad antipirética: Resultados positivos. Las hojas habían sido utilizada en el tratamiento de la fiebre en las prácticas médicas tradicionales de varios pueblos indígenas en el mundo. Se demostró que los extractos acuosos de las hojas fueron capaces de reducir la fiebre con dosis superiores a 100 mg/kg en un plazo de 6 horas.[3]
- Actividad anti-abortiva: Resultados negativos[6]
- Actividad anticonvulsiva: Acción positiva. Se observó que los 2/3 de las ratas tratadas estaban protegidas contra las convulsiones inducidas por electrochoque máximo, picrotoxina y estricnina y cerca de un 85% de dichas ratas contra convulsiones provocadas por pentilentetrazol.[7]
- Actividad antiespasmódica: Se observó que el extracto metanólico de las hojas de A. montanus fue capaz de relajar y de inhibir la contracción de los músculos lisos del intestino de los conejos y conejillos de Indias[8]
- Actividad hepatoprotectora: Resultados positivos: en un grupo de ratas pre-tratadas con un extracto acuoso de tallo de Acanthus montanus se observó una marcada disminución en los niveles de suero de L-alanina aminotransferasa (ALT), L-aspartato aminotransferasa (AST) y fosfatasa alcalina (ALP) y el extracto alcohólico de hojas mostraron una disminución en el nivel de lactato deshidrogenasa (LDH). La bilirrubina total en suero también mostró una disminución notable y la concentración de malondialdehído se redujo significativamente. Los exámenes histopatológicos de las ratas pretratadas mostraron mejoras significativas en la arquitectura del hígado de la rata. Todos estos resultados sugieren que los extractos acuosos y metanol de las hojas y tallos de A. montanus pueden prevenir el daño hepático inducido por tetracloruro de carbono en ratas.[9]

## Taxonomía
Acanthus montanus fue descrita por (Nees)T.Anderson y publicado en Journal of the Proceedings of the Linnean Society 7: 37. 1864.
Etimología
- Acanthus: del Latín acanthus que proviene del griego ἄκανθα, -ης, "planta espinosa", probablemente por composición entre acer, -cris de aceo, acies, "punzante" y anthos, "flor", del Griego άκτς y άνθός. Virgilio emplea el vocablo en las Geórgicas (4, 123) y Plinio el Viejo describe dos especies en su historia naturalis (22, XXXIV, 76): el Acanthus spinosus L. y el Acanthus mollis L.; esta última se denomina también paederos y mélamphyllos, y su raíz es excelente para las quemaduras y las luxaciones ("quod aliqui paederota vocant, alii melamphyllum. huius radices ustis luxatisque mire prosunt").[11][12][13]

montanus: epíteto latino que significa "de las montañas".
sinonimia
- Acanthus barteri T.Anderson
- Cheilopsis montana Nees[14]